# 33457 Cutillo
33457 Cutillo è un asteroide della fascia principale. Scoperto nel 1999, presenta un'orbita caratterizzata da un semiasse maggiore pari a 2,2347433 UA e da un'eccentricità di 0,1631256, inclinata di 4,44027° rispetto all'eclittica.